# Podilsko-Vyhurivska
Podilsko-Vyhurivska (Подільсько-Вигурівська лінія, Podilsko-Vyhurivska linija) bude čtvrtá a zároveň nejnovější linka Kyjevského metra, která se bude nacházet v Kyjevě na Ukrajině.
Linka bude po celé své délce podzemní, s výjimkou nadjetím Dněpru přes Podilský most. Linka vede z jihovýchodu na severozápad a bude mít tři přestupní stanice Vokzalna, Hlybočycka a Podilska.

## Projekt
V 80. letech 20. století se poprvé objevil projekt čtvrté trasy z čtvrti Žuljany přes řeku Dněpr do podilské průmyslové zóny, kterou trasa prakticky bude kopírovat i dnes. Projekt je rozdělen do několika částí.

### První etapa
Bude mít šest stanic, z toho dvě přestupní. Jako součást trasy byl ještě před výstavbou samotné linky vybudován i Podilský most, na kterém budou tři stanice. Etapa bude dlouhá 7,3 km.

### Druhá etapa
Bude obsahovat jen dvě hloubené stanice, z toho jednu přestupní (Vokzalna).

### Ostatní plány
Na jihovýchodě se plánuje prodloužení ze stanice Vokzalna přes Aeroport do stanice Kilceva Doroha a na severu se plánuje prodloužení o dalších 7 stanic společně s depem.

## Stanice
- Ulice Myloslavska
- Ulice Cvjetajevoji
- Ulice Saburova
- Ulice Drajzera
- Ulice Kaštanova
- Prospekt Vatutina
- Bulvar Perova
- Rajdužna
- Zatoka Desenka
- Truchaniv ostriv
- Sudnobudivna
- Podilska (M2)
- Hlybočycka (M3)
- Plošča Peremohy
- Vokzalna (M1)
- Solomjanska Plošča
- Čokolivska
- Aerodrom
- Kilceva Doroha